# Kāl Chūqūkī
Kāl Chūqūkī (persiska: کال چوقوکی, Kāl-e Choqūkī) är en ort i Iran.   Den ligger i provinsen Khorasan, i den nordöstra delen av landet, 700 km öster om huvudstaden Teheran. Kāl Chūqūkī ligger 1 050 meter över havet och antalet invånare är 746.
Terrängen runt Kāl Chūqūkī är lite kuperad. Runt Kāl Chūqūkī är det ganska tätbefolkat, med 185 invånare per kvadratkilometer. Närmaste större samhälle är Molkābād, 15,2 km väster om Kāl Chūqūkī. Omgivningarna runt Kāl Chūqūkī är i huvudsak ett öppet busklandskap.